# 洪武路
洪武路是中国南京市秦淮区的一条街道，南北走向，南到白下路过内桥接中华路，北到中山东路接洪武北路。得名于明太祖年号洪武。
洪武路原是南唐皇宫所在，南端的内桥因而得名。明清时期名为卢妃巷、老王府、土街口，是南京城内南北干道之一，向南直通聚宝门。卢妃巷据称是明世宗妃卢氏所居。1929年，国民政府将其定名为洪武路。1998年拓宽。
洪武路为新街口商圈的组成部分。